# Миранда (Италия)
Вижте пояснителната страница за други значения на Миранда.
Мира̀нда (на италиански: Miranda) е село и община в Централна Италия, провинция Изерния, регион Молизе. Разположено е на 860 m надморска височина. Населението на общината е 1070 души (към 2010 г.).